# Alpujarra
La Alpujarra (a volte denominata Las Alpujarras) è una regione storica e di interesse naturalistico nella Spagna del sud. Essa comprende parte della provincia di Granada e parte di quella di Almería, ai piedi del versante meridionale della Sierra Nevada.

## Etimologia del nome
In alcuni testi antichi la regione è a volte denominata Alpujarras, nome che deriva dal termine arabo al Busherat (al-bugscharra), che potrebbe tradursi come "la terra d'erba" o "la terra dei pascoli". Pedro Antonio de Alarcón, il quale viaggiò per questa terra e scrisse un libro, pubblicato nel 1874, oltre a queste due interpretazioni del nome ne propone altre quattro. Citando Luis de Mármol, Alarcón afferma che la parola in questione proviene dall'arabo "abuxarra" che, sempre secondo Alarcón, vuol dire "la litigiosa, la rissosa".
Lo stesso Alarcón fa una seconda ipotesi sull'origine del nome, che prende in prestito dall'arabista Miguel Lafuente Alcántara, il quale sostiene che la parola araba "abuxarra" significa anche "indomabile". Una terza interpretazione dell'origine del nome è dovuta agli arabisti inglesi Romey e Sacy che, basandosi sulle testimonianze dello storico arabo Suar el-Kaicí, sostengono che il nome della regione venga da "Albordjela" che significa "la fortificata". Infine Alarcón menziona la opinione dello storico orientalista Francisco Javier Simonet, che suggeriva come possibile radice il nome "Albuxarrat", che Simonet traduce come "La Sierra Blanca" o Sierra Nevada.
Basando il proprio ragionamento sul termine Buxaira con il quale, secondo Manuel Gómez-Moreno la Alpujarra viene citata per la prima volta, alcuni autori danno a questo toponimo una origine celtica, in cui il prefisso "alp" sta per "pascolo di montagna" e combinato con il dittongo mozarabico "-aira".

## Storia
La Alpujarra fu colonizzata prima dagli iberi, dai celti, dai romani e dai visigoti, prima che arrivasse la conquista musulmana del sud della Spagna durante il VIII secolo; a questo proposito lo storico arabo Ibn Ragid afferma che questa regione non fu conquistata a causa dell'asprezza del suo territorio. La sua colonizzazione, pertanto, è avvenuta posteriormente rispetto al resto dell'Andalucía e si è realizzata in modo parziale. Questa regione fu l'ultimo rifugio dei mori, ai quali fu permesso di restarvi anche molto dopo la caduta del Regno dei Nasridi di Granada nel 1492.
Dopo la rivolta del 1568 (durante la quale Abén Humeya si proclamò Re dell'Alpujarra) la popolazione musulmana fu espulsa dalla regione per evitare che questa fosse usata ancora come base militare. Per ordine della corona spagnola, due famiglie arabe dovevano rimanere in ogni città per aiutare i nuovi abitanti, arrivati in queste terre dalla Castiglia, e insegnar loro il particolare modo di lavorare i terrazzamenti e il modo di tenere efficiente il sistema di irrigazione dai quali dipendeva la produzione agricola della regione. Presto però tale bagaglio culturale venne perduto e vennero adottati i sistemi di coltivazione castigliani.
L'influenza della popolazione araba si può osservare nel paesaggio agricolo, nell'architettura cubica (influenzata dall'architettura berbera delle montagne marocchine dell'Atlante), nella cucina locale, nella toponomastica e in alcune feste popolari come il Trovo.

## La geografia del luogo

### Paesaggio e natura

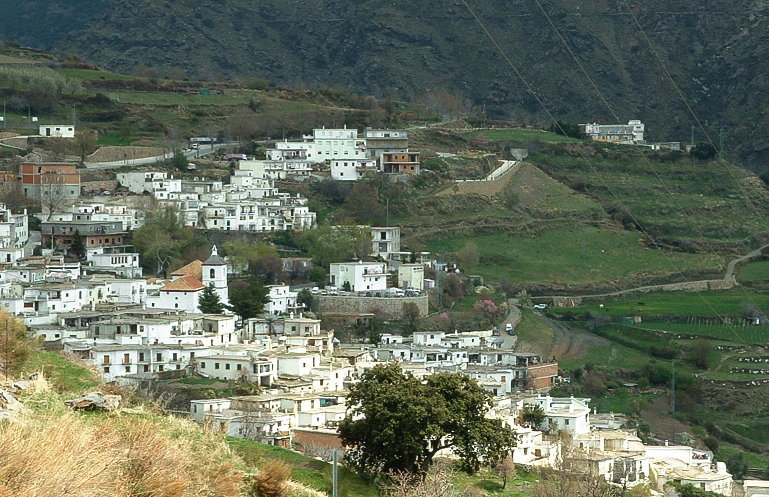
Il paese di Busquístar, nella zona centrale della Alpujarra

L'area è costituita sostanzialmente da una serie di valli e di burroni che discendono, dal nord, dalle cime della Sierra Nevada verso la spina dorsale della regione, che è la valle maggiore, disposta in direzione est-ovest, formata dal bacino del río Guadalfeo, nella parte granadina, e del río Andarax, nella parte almeriense. Dal sud è delimitata dalla Sierra de Lújar, dalla Sierra de la Contraviesa e dalla Sierra de Gádor che la fanno scendere verso il Mar Mediterraneo.
Il paesaggio offre delle grandi bellezze naturali e dei grandi contrasti. Grazie al suo clima temperato, combinato con una disponibilità costante di acqua per l'irrigazione fornita dai fiumi che discendono dalla Sierra Nevada, le valli de l'Alpujarra godono di un alto grado di fertilità, ma a causa della conformazione del territorio le coltivazioni possono riguardare solo piccoli appezzamenti, opponendosi perciò ad alcune moderne tecniche agricole. Abbondano gli alberi da frutto, come aranci, limoni, cachi, meli, fichi, castagni, mandorli e viti. La zona est della Alpujarra, quella almeriense, come anche la parte meridionale delle sierras costiere, è più arida.

### Popolazione urbana

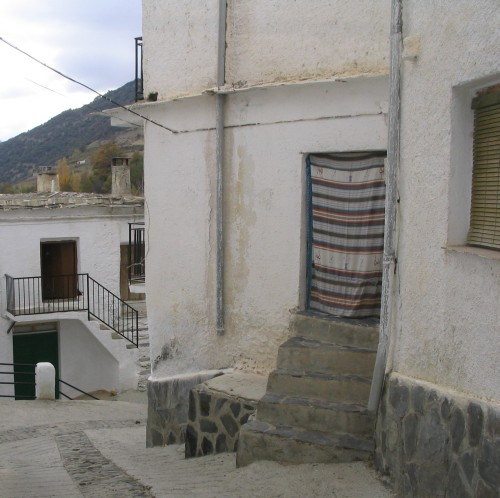
Un vicolo di Trevélez che mostra l'architettura e le usanze tipiche del luogo

Le città più grandi della regione sono Lanjarón, con le rovine del suo castello e le fonti termali, Órgiva, Ugíjar, Cádiar, Ohanes, Paterna del Río, Láujar de Andarax e Berja, tutte collocate più o meno alla stessa altezza sul mare, e Trevélez, a 1476 m slm, che è il comune più alto di tutta la Spagna. Nella gola del Río Poqueira si trovano i paesi di Pampaneira, Bubión e Capileira, che sono divenute delle importanti mete turistiche. Vicino a queste si trovano altri paesi ugualmente caratterizzati da una forte impronta tradizionale, come La Tahá, che si trova a est della gola del Poqueira. La conformazione a gradoni del terreno fa sì che le case nei villaggi appaiano come impilate una sull'altra e i caratteristici tetti piatti di ardesia, come i camini e i balconi che si estendono attraverso le strette strade e scalinate danno loro un aspetto pittoresco e unico.

### Servizi
In generale, l'impossibilità di meccanizzare l'agricoltura in un ambiente così montagnoso è la causa della mancanza di competitività attuale e quindi il fattore principale di crescita è il turismo. Esistono servizi di autobus da e verso Granada, Almería e Malaga e quindi gli aeroporti di queste tre città ci trovano ad un paio d'ore di distanza. Il porto di Motril è il posto di imbarco più vicino. Il corridoio GR7 (E4) Arco Mediterráneo (Itinerarios Europeos de Larga Distancia) attraversa la zona.

### Protezione ambientale

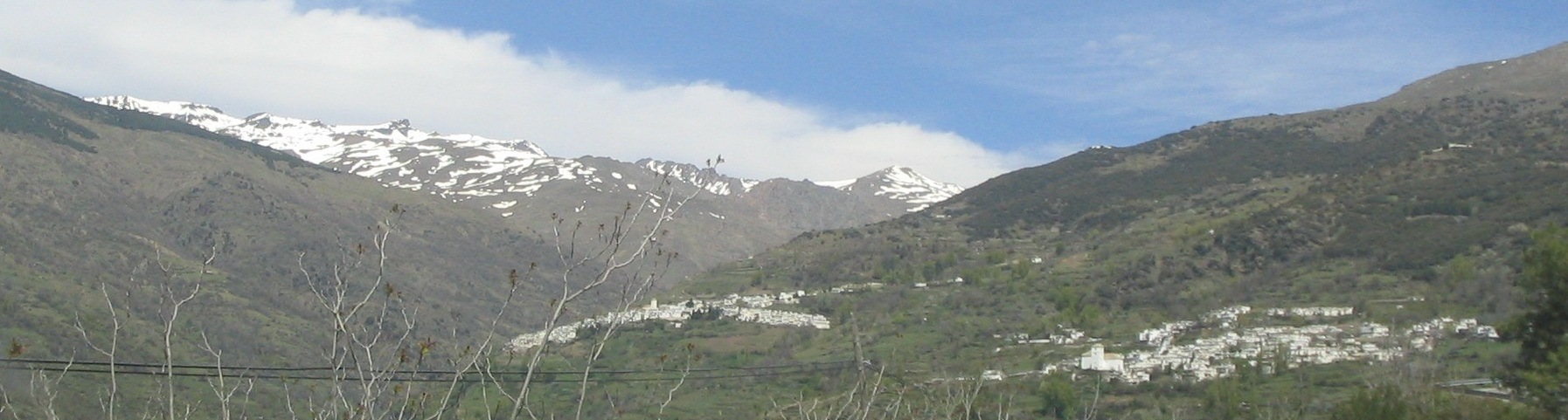
I paesi di Capileira e di Bubión, entrambi situati nella Alpujarra

La Alpujarra è una delle zone d'Europa con più superficie protetta giuridicamente, sia per motivi ambientali che storico culturali, grazie al Parque Nacional de Sierra Nevada e al Conjunto Histórico del Barranco del Poqueira.

## I comuni

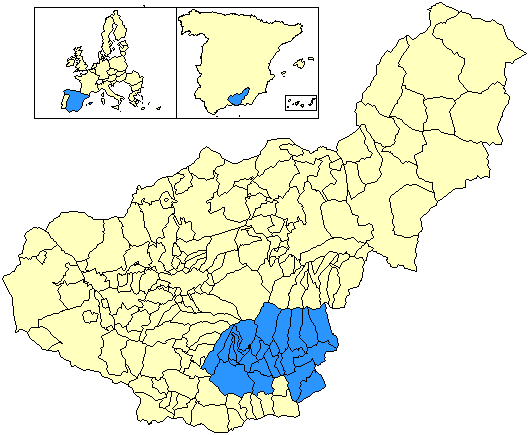
L'Alpujarra nella provincia di Granada

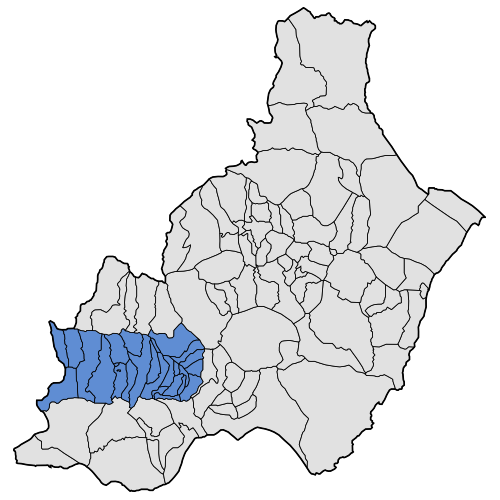
L'Alpujarra nella provincia di Almería

Secondo il catalogo elaborato dall'Assessorato al Turismo e allo Sport andaluso (27 marzo 2003), i comuni che fanno parte dell'Alpujarra almeriense e di quella granadina sono, in ordine alfabetico:
| - Alboloduy (Almería) - Alcolea (Almería) - Alhabia (Almería) - Alhama de Almería (Almería) - Alicún (Almería) - Almegíjar (Granada) - Almócita (Almería) - Alpujarra de la Sierra (Granada) - Alsodux (Almería) - Bayárcal (Almería) - Beires (Almería) - Bentarique (Almería) - Bérchules (Granada) - Bubión (Granada) - Busquístar (Granada) - Cádiar (Granada) - Cáñar (Granada) - Capileira (Granada) | - Cástaras (Granada) - Canjáyar (Almería) - Capileira (Granada) - Enix (Almería) - Felix (Almería) - Fondón (Almería) - Huécija (Almería) - Illar (Almería) - Instinción (Almería) - Juviles (Granada) - Lanjarón (Granada) - La Taha (Granada) - Láujar de Andarax (Almería) - Lobras (Granada) - Murtas (Granada) - Nevada (Granada) - Mairena (ELA) - Picena (ELA) | - Ohanes (Almería) - Órgiva (Granada) - Padules (Almería) - Pampaneira (Granada) - Paterna del Río (Almería) - Pórtugos (Granada) - Rágol (Almería) - Santa Cruz de Marchena (Almería) - Soportújar (Granada) - Terque (Almería) - Torvizcón (Granada) - Trevélez (Granada) - Turón (Granada) - Ugíjar (Granada) - Válor (Granada) |

Inoltre, tralasciando le divisioni regionali ufficiali e tenendo conto i confini geografici, la storia di ciascun paese, alcuni autori considerano parte della regione anche:
- Adra (Almería);
- Albondón (Granada);
- Albuñol (Granada)
- Alcázar (attualmente Órgiva) (Granada);
- Gualchos-Castell de Ferro (Granada);
- Lújar (Granada);
- Polopos (Granada);
- Sorvilán (Granada);
- Rubite (Granada);

che si trovano nella Sierra de la Contraviesa o nella Sierra de Lújar, e anche:
- Berja (Almería);
- Dalías (Almería);
- El Ejido (Almería);
- Enix (Almería);
- Felix (Almería);
- La Mojonera (Almería);
- Roquetas de Mar (Almería);
- Vícar (Almería);

che sono in Sierra de Gádor.

## La alta, media e bassa Alpujarra
Da un punto di vista meramente descrittivo, che non tiene in considerazione alcun tipo di organizzazione amministrativa, politica o fisica della regione, si è soliti fare distinzione tra alta Alpujarra, media Alpujarra e bassa Alpujarra.

### Alta Alpujarra
Comprende gli spazi a sud della Sierra Nevada, l'alto Andarax, la valle del Guadalfeo, la Sierra de Carchuna, la Sierra de la Contraviesa, la Hoya de Berja, la Sierra de Gádor e il Campo de Dalías.
La alta Alpujarra, con i suoi paesi che si trovano sui fianchi della Sierra Nevada, è la zona più conosciuta della Alpujarra, la più visitata dai viaggiatori e dai turisti. Offre dei paesaggi diversi tra loro, tra i quali si distingue il Barranco (burrone) del Poqueira, dove ci sono tre diversi paesi: Pampaneira, Bubión e Capileira. Nello stesso modo, si distinguono Cáñar, Soportújar, La Taha-Pitres, Pórtugos, Busquístar, Trevélez, Juviles, Los Bérchules, Mecina Bombarón, Yegen, Válor, Laroles, Bayárcal, Paterna del Río, Láujar de Andarax, Padules e Canjáyar (questi ultimo tre appartengono all'alto Andarax).
Nell'alta Alpujarra si accede attraverso Lanjarón, una città termale, e si esce, seguendo una stretta e sinuosa strada che corre ai piedi della Sierra Nevada in direzione est-ovest, passando per Alhama de Almería e Gádor.

### Bassa Alpujarra
La bassa Alpujarra comprende le zone che si trovano nella valle del Río Guadalfeo (Órgiva, Torvizcón, Cádiar...) e quelle delle sierras costiere, da Gualchos (Granada) fino a Aguadulce. Appartengono alla bassa Alpujarra tutti i paesi della Sierra de la Contraviesa, compresi Adra, Berja, Dalías e El Ejido, Enix, Felix, e alcune zone di Vícar, La Mojonera e Roquetas de Mar.

### Media Alpujarra
Viene spesso inclusa nella bassa Alpujarra, ma la piccola catena montuosa parallela ad essa e intermedia tra la Sierra Nevada e la valle del Río Guadalfeo viene denominata come media Alpujarra. Essa comprende Puerto Juviley, Almegíjar, Notáez, Cástaras, Nieles, Tímar e Lobras.